# Джон Гілберт Вайнант
Джон Гілберт Вайнант (англ. John Gilbert Winant; *23 лютого 1889, Нью-Йорк — †3 листопада 1947, Конкорд) — американський політичний діяч, дипломат, губернатор штату Нью-Гемпшир. Посол США в Сполученому Королівстві протягом більшої частини Другої світової війни. Представник США у Європейській консультативній комісії, в Економічній і Соціальній Раді ООН та в ЮНЕСКО.

## Життєпис
Народився у Нью-Йорку, у родині нащадків вихідців із Голландії.
Навчався у Принстонському університеті, звідки був відрахований за незадовільні оцінки.
Деякий час працював у школі, викладав історію.
Брав активну участь у діяльності Республіканської партії: 1916 року обраний до Палати представників штату Нью-Гемпшир, очолив прогресивне крило партії.
Після вступу США у Першу світову війну воював як пілот. Закінчив війну у чині капітана.
1920 року обраний у сенат штату Нью-Гемпшир.
У 1925—1927 та у 1931—1935 роках — губернатор штату.
Шарль де Голль у своїх мемуарах розповідає про спілкування з Д. Вайнантом при вирішенні питання визнання Вільної Франції урядом США та багатьох інших питань взаємодії французів із іншими учасниками Антигітлеровської коаліції .